# Cut-off low

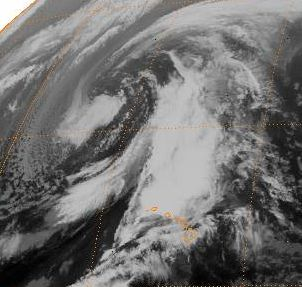
En satellitbild med avskuret lågtryck vid Hawaii.

Cut-off low (avskuret lågtryck) är ett meteorologiskt fenomen i samband med jetströmmen. Det förekommer även som högtryck (cut-off high) och som par - "Rex-block".
När vandrande högtrycks- eller lågtryckssystem fastnar och blir stationära på grund av brist på styrande jetströmmar benämner man dem som ”avskurna” – ”cut off”. Det vanliga mönstret som leder till detta är att jetströmmen på väg mot polen under vissa omständigheter lämnar ett sådant avskuret system bakom sig. Oavsett huruvida systemet är av hög- eller lågtrycksvariant dikterar det vädret som blockeringen orsakar. Ibland bildas ett bipolärt avskuret vädersystem med ett samverkande högtryck och ett lågtryck, vilket benämns ”Rex-block”.

## Kända fall
En cut-off situation inträffade över södra USA under slutet av våren och början av sommaren 2007, då ett avskuret lågtryck svävade över regionen, vilket medförde ovanligt kalla temperaturer och en extra stor mängd regn över Texas och Oklahoma. Ett avskilt högtryck nära Georgias kust orsakade torka i sydöstra USA samma år. Om blockeringen är ett högtryck kommer det vanligen att leda till torrt och varmt väder, när luften under det komprimeras och värms upp, vilket hände i sydöstra Australien 2006 och 1967 med resulterande extrem torka. Regnigt och kallare blir resultatet om blockeringen är ett lågtryck.